# Srebrnikowate

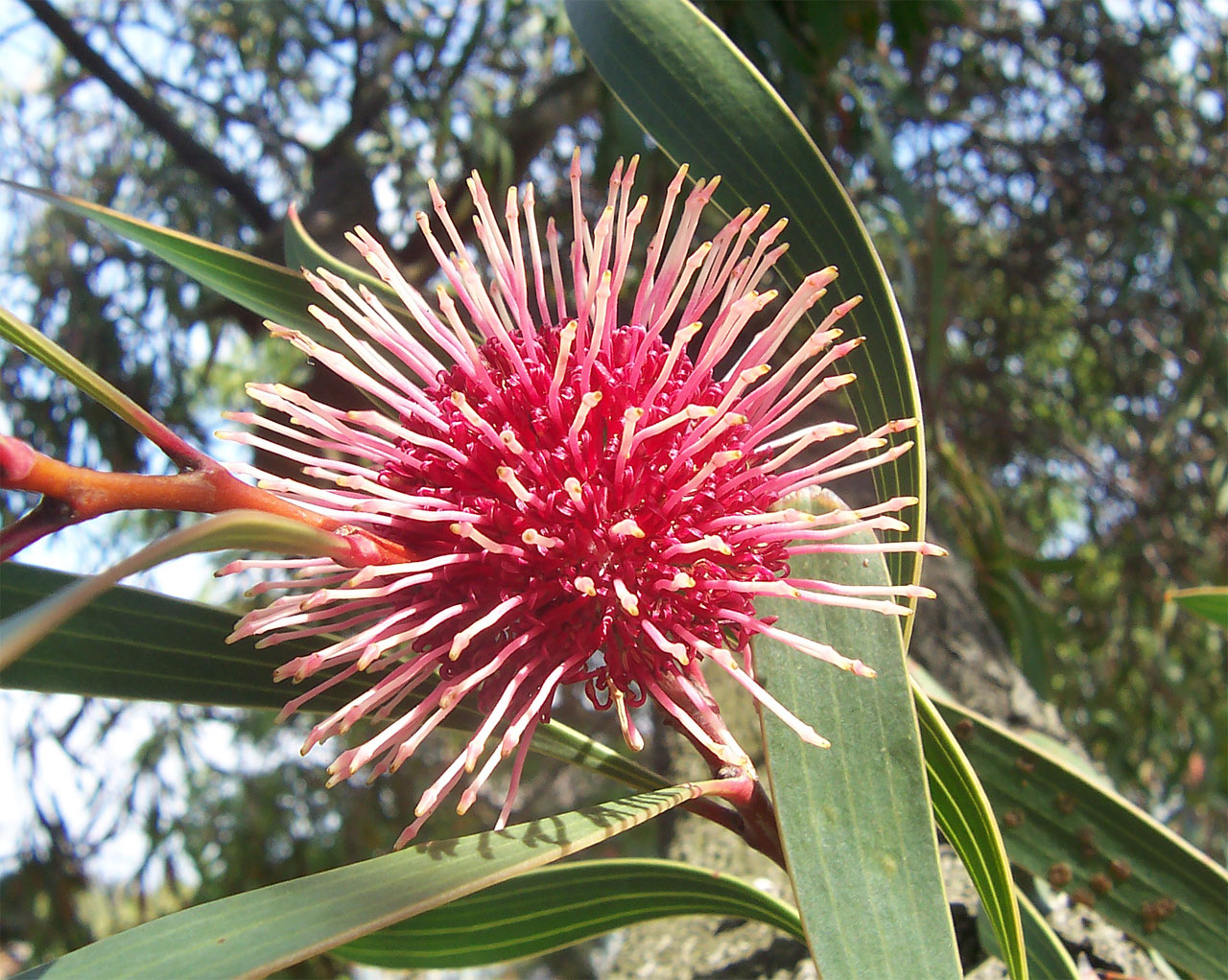
Hakea laurina

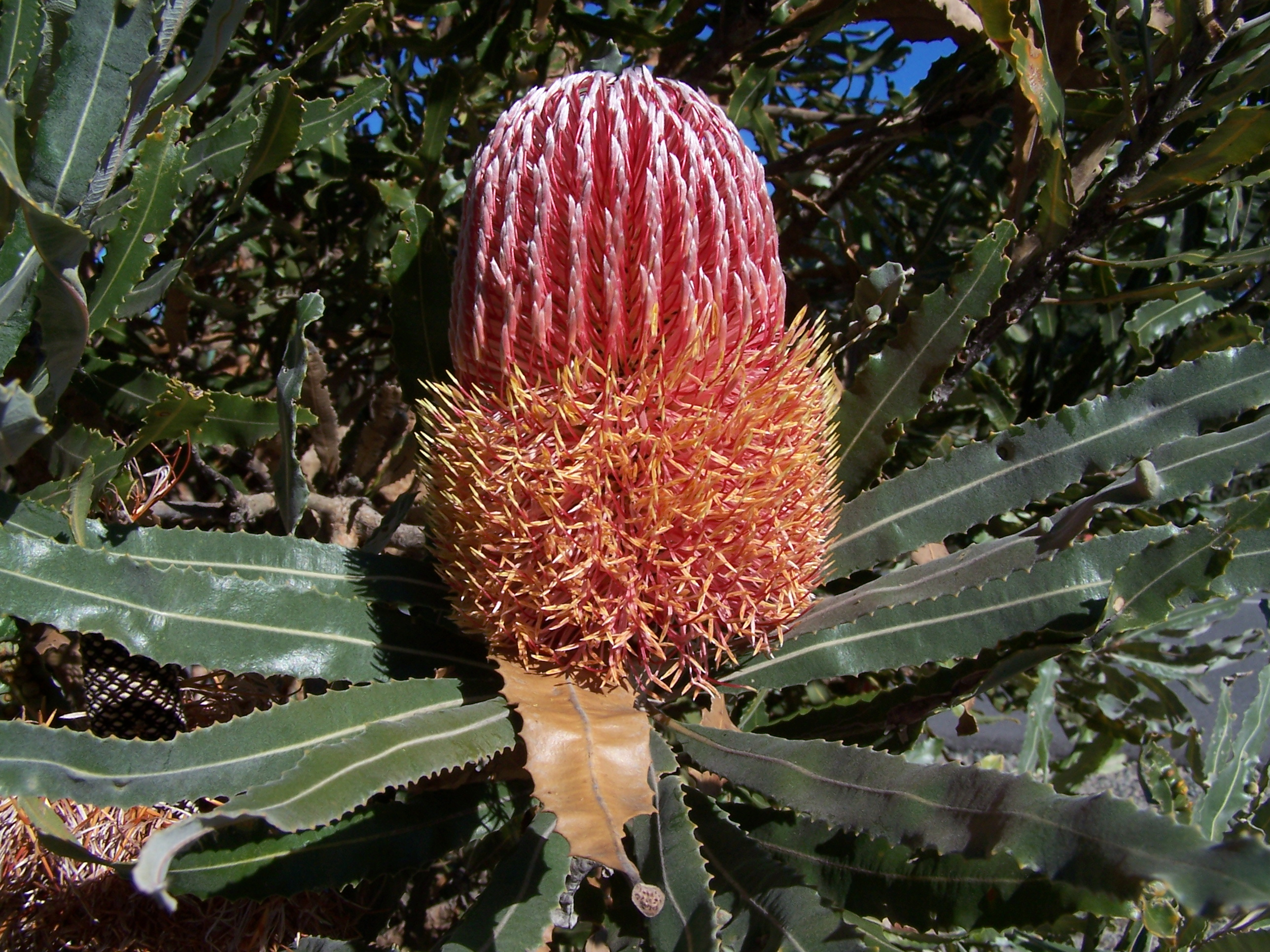
Banksia menziesii

Srebrnikowate (Proteaceae Juss.) – rodzina roślin z rzędu srebrnikowców (Proteales). Należy do niej ok. 1615–1750 gatunków zebranych w około 79–80 rodzajów. Rośliny te występują głównie na półkuli południowej, z centrami zróżnicowania w Australii i południowej Afryce. Nieliczne rodzaje obecne są na Madagaskarze, w strefie międzyzwrotnikowej Azji, Afryki, Ameryki Południowej i Środkowej. Jedynie w Australii i na sąsiadujących z nią wyspach występują wszyscy przedstawiciele 5 podrodzin wyróżnianych w obrębie srebrnikowatych, a tylko dwie z nich mają przedstawicieli na innych kontynentach.
Rośliny z tej rodziny zasiedlają zwykle sawanny i są roślinami drzewiastymi, twardolistnymi, przystosowanymi do susz, wysokich temperatur i często też do pożarów lub wymagających wręcz działania ognia dla otwarcia owoców (np. banksja Banksia). Kwiaty zapylane są przez owady, ptaki i torbacze. Rzadko występuje mykoryza. Często srebrnikowate są bioakumulatorami glinu, a ich korzenie wydzielają kwasy organiczne, co pozwala im korzystać z zasobów fosforu niedostępnych dla innych roślin.
Znaczenie użytkowe mają zwłaszcza trzy gatunki z rodzaju makadamia Macadamia, których nasiona zwane „orzechami makadamia” cenione są w przemyśle cukierniczym, a olej z nich uzyskiwany także w przemyśle kosmetycznym. Jadalnych nasion dostarczają też inne gatunki tej rodziny m.in. Gevuina avellana, Floydia prealta, Hicksbeachia pinnatifolia, Finschia chloroxantha. Liczne gatunki uprawiane są jako rośliny ozdobne, zwłaszcza na obszarach o klimacie śródziemnomorskim. Na kwiaty cięte cenione w bukieciarstwie uprawiane są m.in. banksja, srebrnik Protea, Leucadendron, Leucospermum i Telopea. Cenionego drewna dostarcza m.in. Grevillea robusta, Orites excelsa i Cardwellia sublimis.

## Morfologia

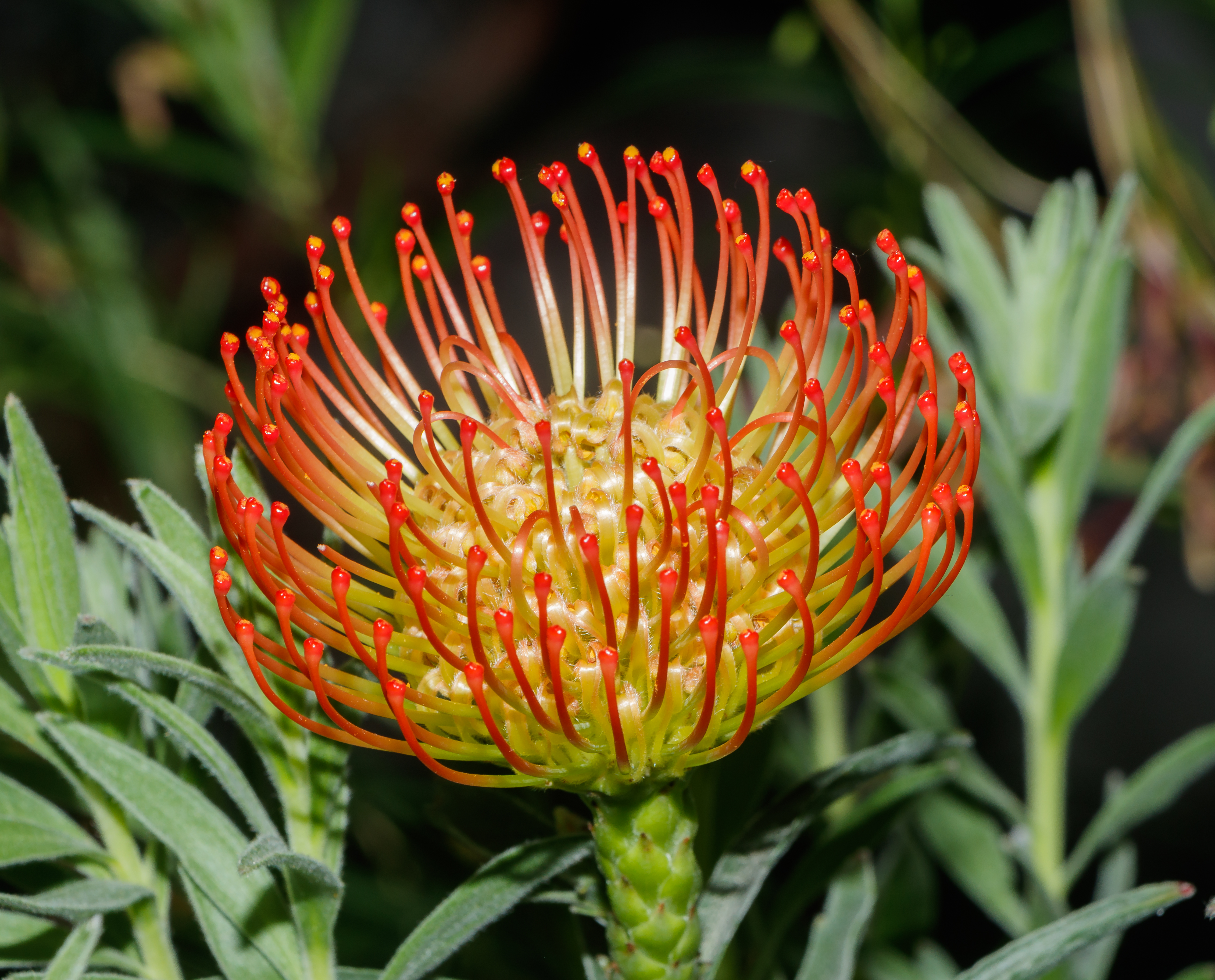
Leucospermum lineare × cordifolium

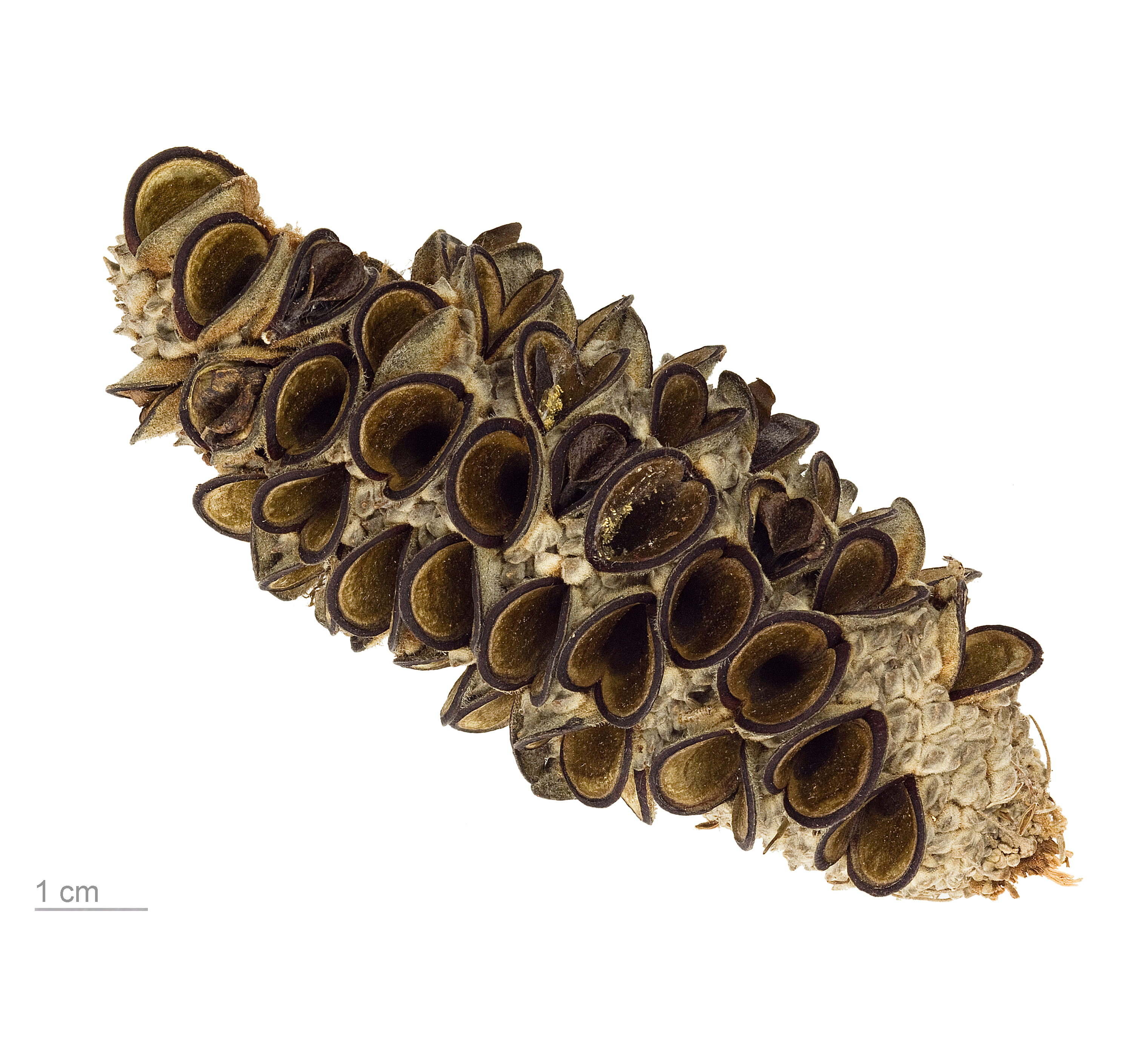
Owoce Banksia integrifolia

PokrójKrzewy i drzewa o drewnie z szerokimi promieniami drzewnymi i pędach zwykle bruzdowanych wznoszących się lub płożących. Rzadko rośliny mają pędy nadziemne zielne (rodzaj Stirlingia), ale wówczas trwałe, zdrewniałe korzenie, często biegnące tuż pod powierzchnią gruntu i tworzące odrosty. Charakterystyczne dla roślin z tej rodziny są korzenie proteoidowe (nie występują tylko w rodzaju Persoonia) – tworzące gęste, nierozgałęziające się korzenie boczne pokryte włośnikami, zamierające po kilku miesiącach. Pędy pokryte są charakterystycznymi włoskami tworzonymi przez trzy komórki, z których szczytowa jest pojedyncza lub dwudzielna, a u nasady włoska znajduje się zagłębiona w epidermie komórka w kształcie torusa.
LiścieZimozielone, skrętoległe, rzadziej naprzeciwległe i okółkowe, pozbawione przylistków, z ogonkami u nasady często zgrubiałymi. Blaszka całobrzega lub w różny sposób wcinana, często też kolczasta, pojedyncza lub rzadziej złożona – pierzasto pojedynczo lub podwójnie, rzadko złożona dłoniasto. Blaszka jest zwykle twarda, skórzasta i pierzasto użyłkowana. U większości przedstawicieli liście właściwe są silnie zredukowane w stosunku do młodocianych, czasem zredukowane są do cierni. Aparaty szparkowe są silnie wgłębione, u wielu rodzajów występuje też silne, pilśniowate owłosienie liści.
KwiatyPodstawowy schemat budowy kwiatów jest jednolity – występuje pojedynczy okółek czterech listków okwiatu, cztery pręciki rozwijają się naprzeciwlegle względem nich (nitki pręcików często są szerokie i przyrośnięte do okwiatu), zalążnia górna (rzadko wpół dolna) powstaje z jednego owocolistka (często o brzegach niezupełnie zrośniętych), u jej nasady występuje pierścieniowaty miodnik, czasem wykształcający się w formie czterech gruczołków lub łusek. W zalążni rozwijają się dwa lub więcej zalążków wzdłuż brzegów owocolistka. Kwiaty wyrastają w kątach liści lub na szczytach pędów pojedynczo lub zebrane w różnorodne typy kwiatostanów – grona, wiechy, główki, baldachy, wierzchotki – gęste (zazwyczaj) lub luźne, proste lub złożone, często szyszkokształtne i często też kwiaty osadzone są parami. U nasady poszczególnych kwiatów lub ich par występują czasem przysadki pojedyncze lub dwie, kwiaty mają symetrię promienistą, rzadziej słabo grzbiecistą, listki okwiatu pozostają wolne lub w różnym stopniu zrastają się w rurkę, często mocno wydłużoną, są zwykle żywo zabarwione. W kwiatach grzbiecistych jeden z listków okwiatu wznosi się z kierunku osi kwiatu, a pozostałe w różnym stopniu się odwijają.
OwoceZwykle jednonasienne, pękające lub nie, drewniejące lub skórzaste mieszki, niełupki, orzeszki i pestkowce, często tworzące szyszkowate owocostany. Nasiona często są oskrzydlone, duże u roślin z rodzaju makadamia. Siewki mają zwykle dwa okazałe liścienie, ale u Persoonia od 3 do 9.

## Systematyka

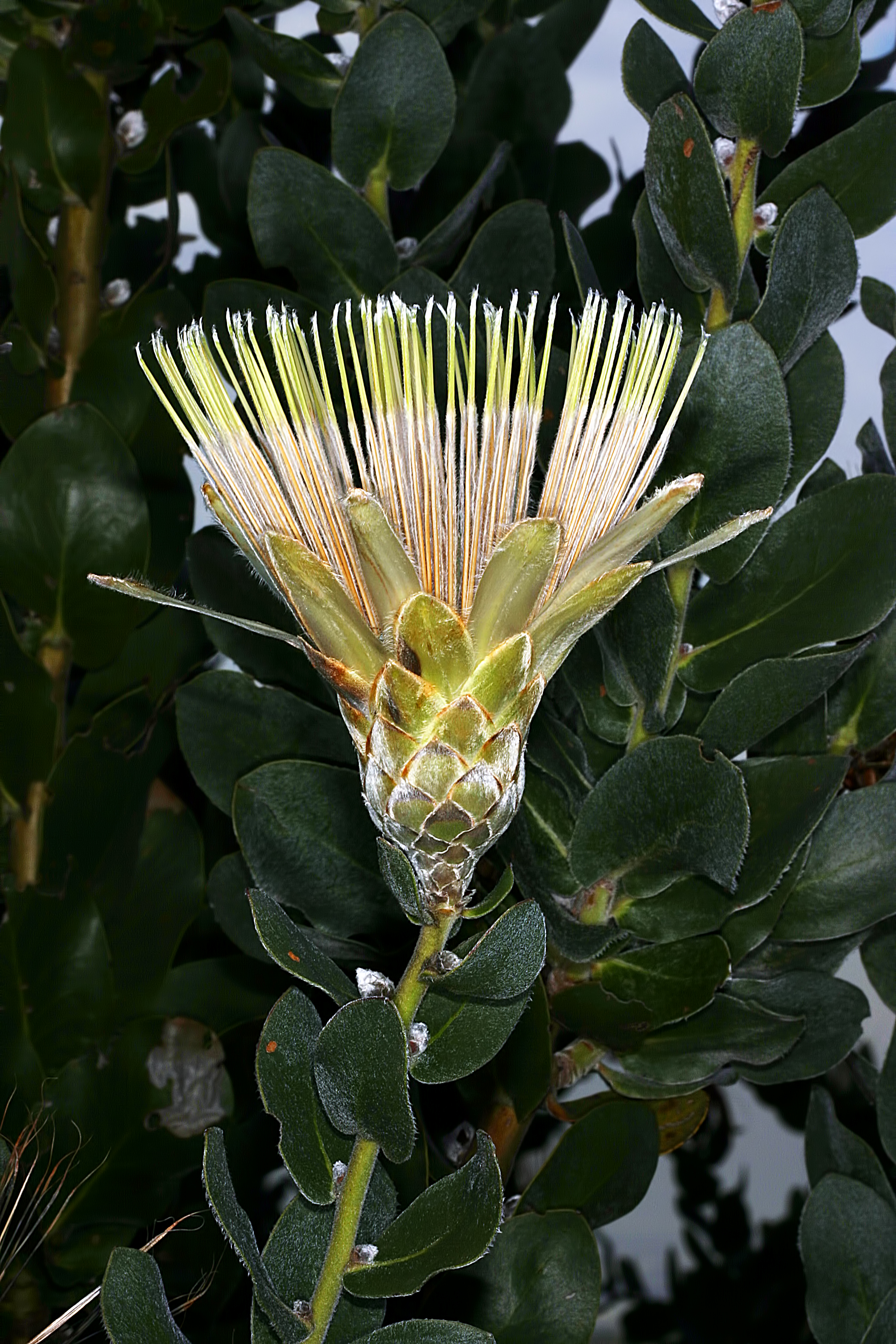
Protea aurea subsp. potbergensis

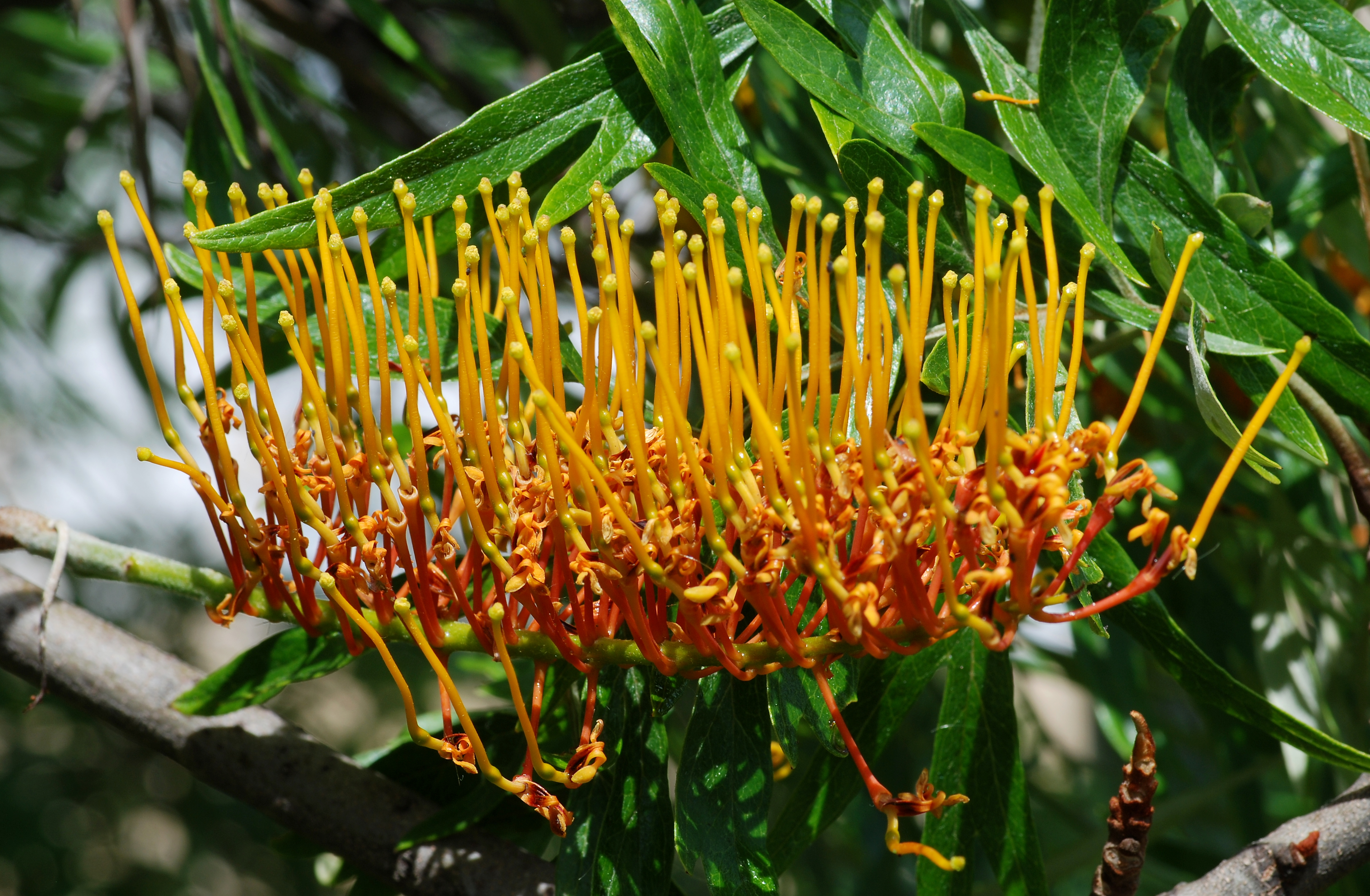
Grevilea robusta

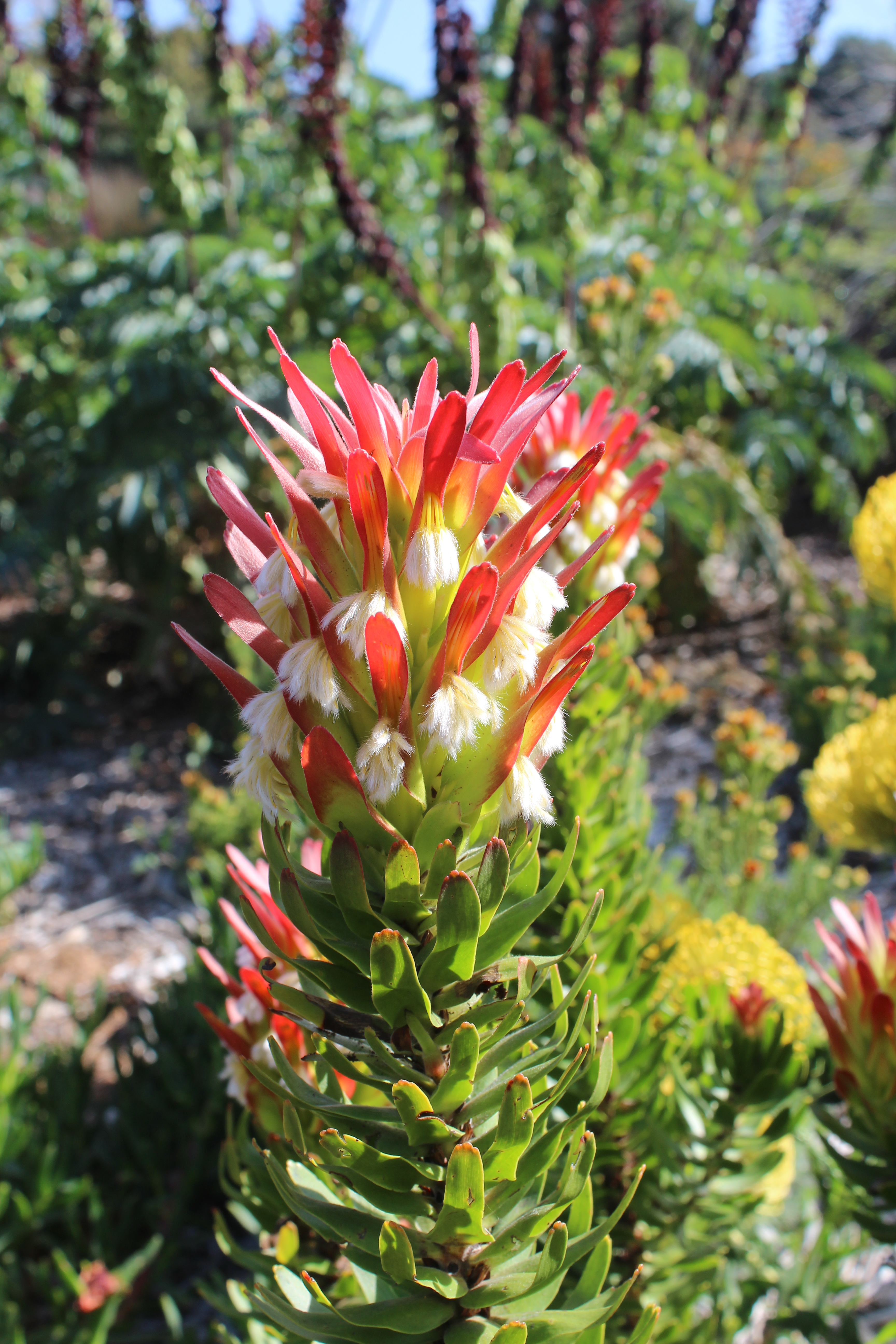
Mimetes cucullatus

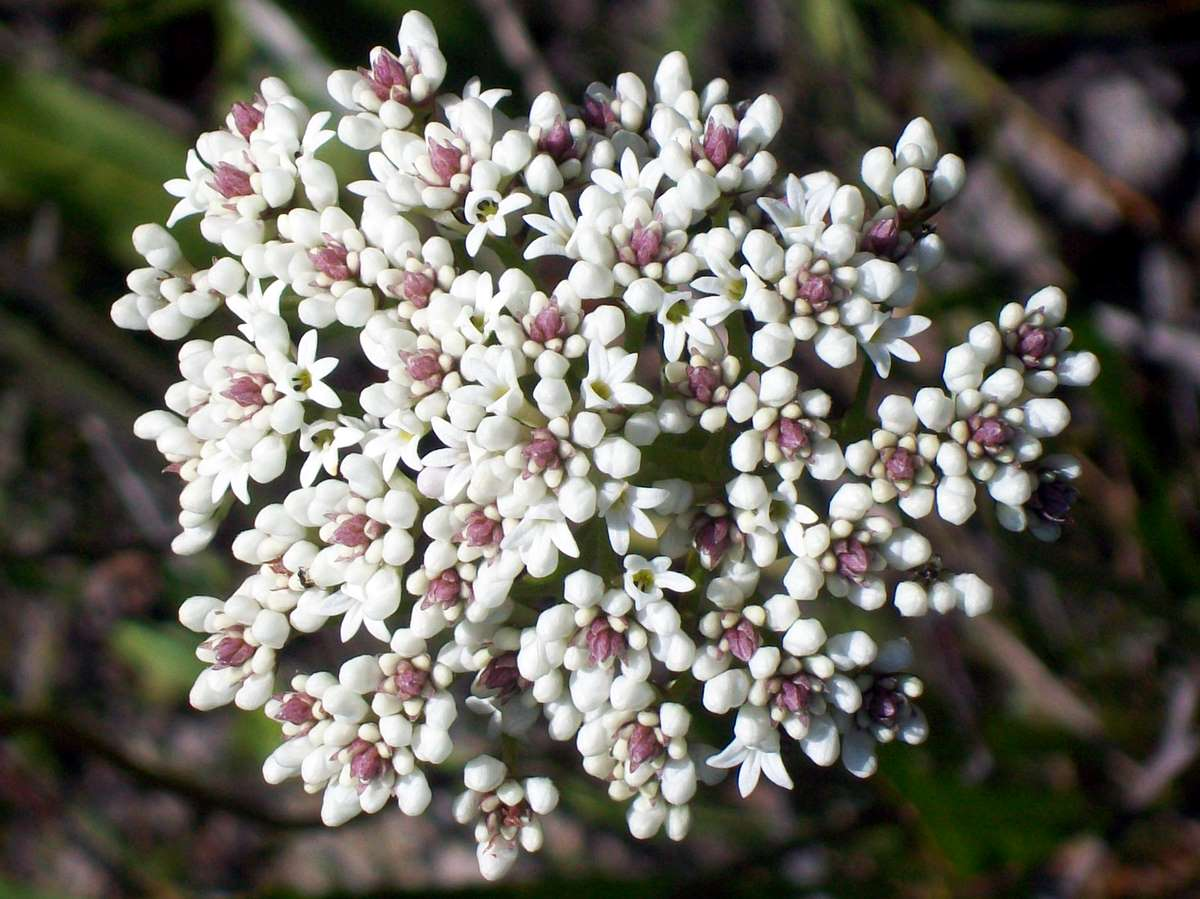
Conospermum longifolium

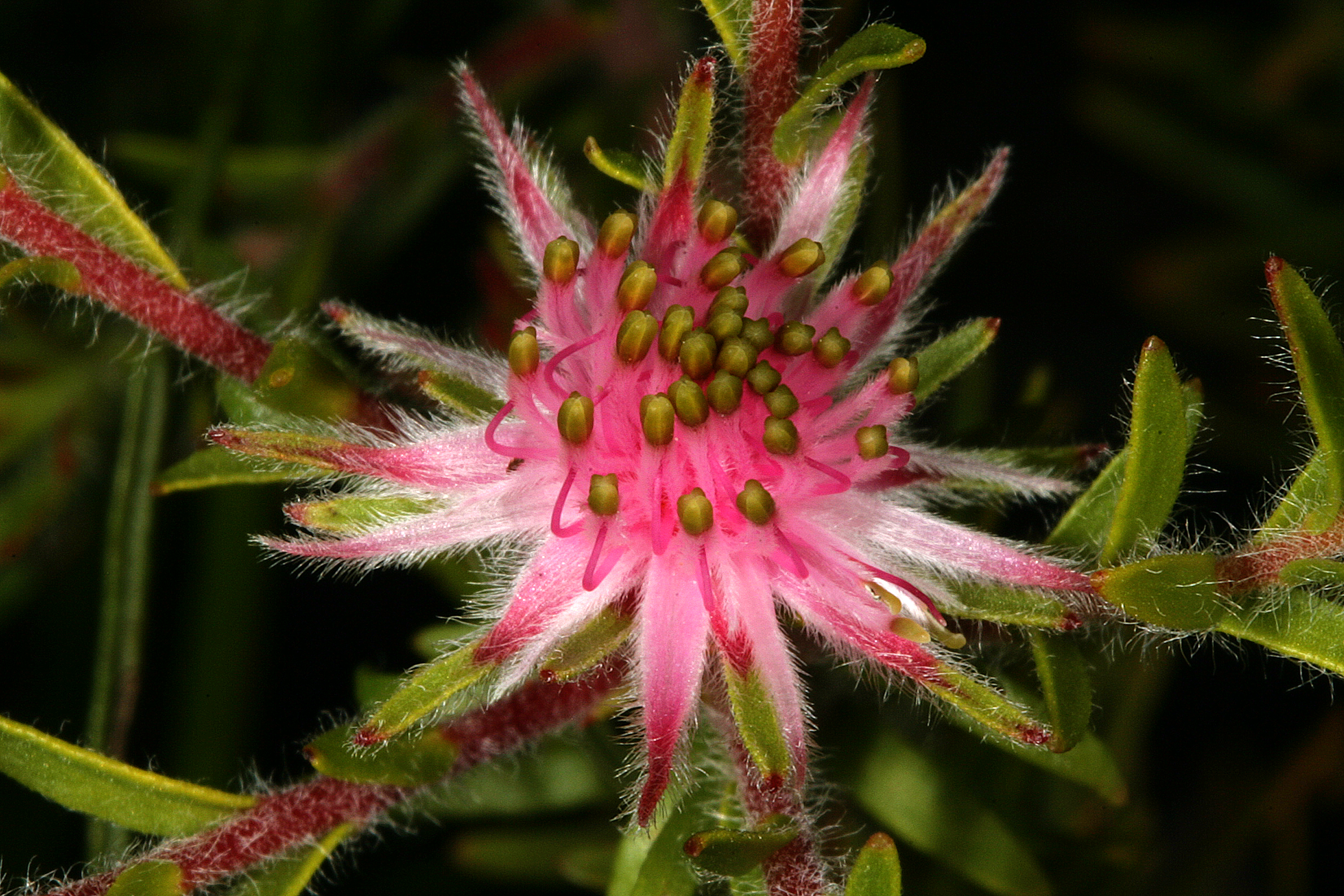
Diastella proteoides

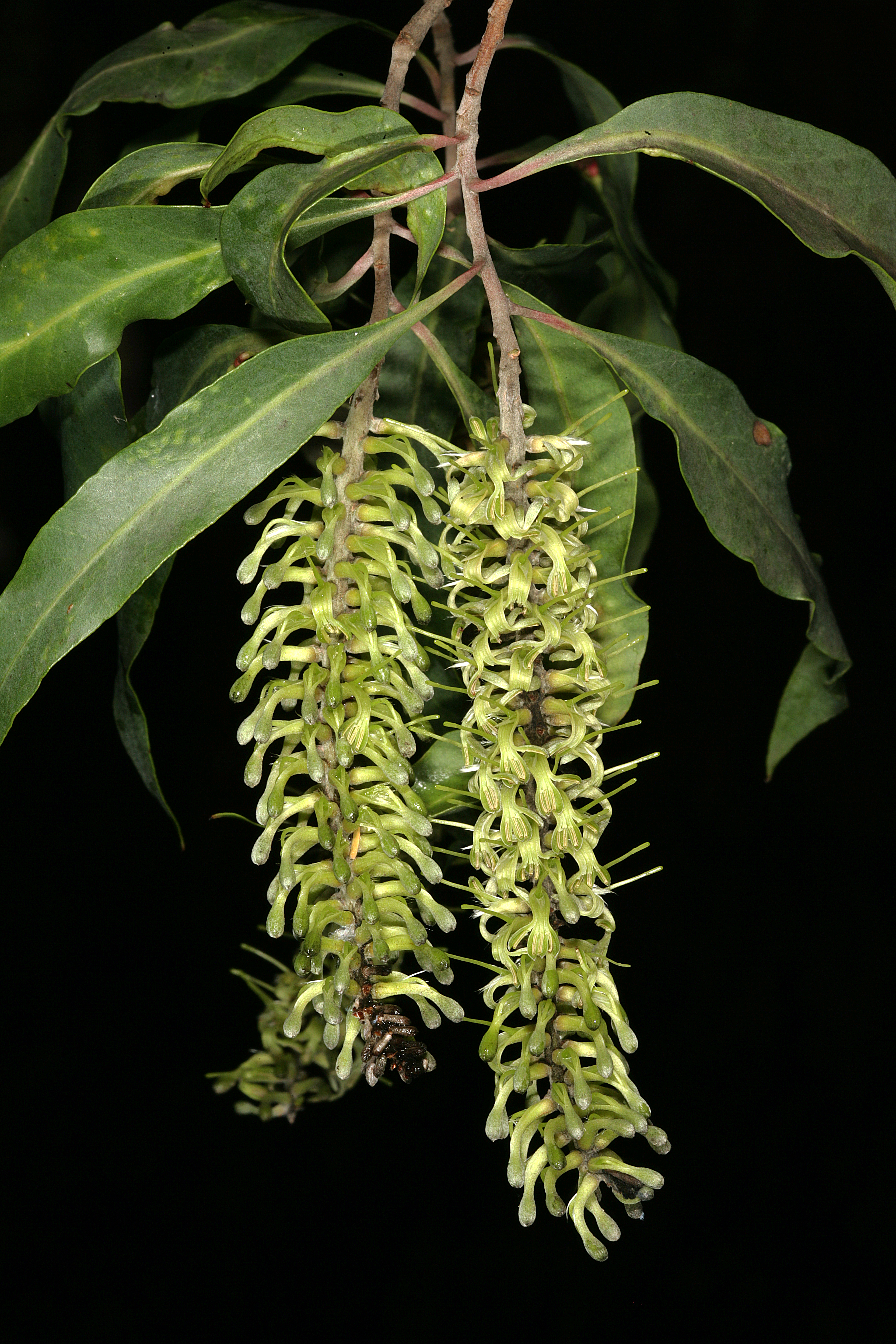
Faurea saligna

Rodzina grupuje rośliny o wyraźnie izolowanej pozycji systematycznej i w różnych systemach klasyfikacyjnych włączana jest do własnego (monotypowego) rzędu srebrnikowców Proteales i często nadrzędu srebrnikopodobne Proteanae. Analizy molekularne wskazały na powiązanie filogenetyczne tych roślin z lotosowatymi Nelumbonaceae i platanowatymi Platanaceae, przy czym ze względu na znaczące różnice między współczesnymi ich przedstawicielami często utrzymywana jest wysoka ranga taksonomiczna tych grup (np. w systemie Takhtajana z 2009). W systemach APG łączone są one w jednym rzędzie Proteales (od systemu APG III z 2009 poszerzonego o sabiowate Sabiaceae). W systemie Ruggiero i in. (2015) rząd Proteales tworzy jeden z 18 nadrzędów okrytonasiennych – srebrnikopodobne Proteanae i obejmuje rodziny zgodnie z systemem APG III (2009).
W obrębie rodziny wiele tradycyjnie wyróżnianych rodzajów wymaga zmian w ujęciu w celu nadania im monofiletycznego charakteru. Rodzina dzielona jest na 5 podrodzin, czasem 7. Kladem bazalnym w obrębie jest podrodzina Bellendenoideae obejmująca jeden, monotypowy rodzaj Bellendena.
Rodzina była zróżnicowana i licznie obecna we florze Gondwany, stąd skamieniałości (głównie pyłek) tych roślin znajdowane są w skałach datowanych na kredę we współczesnej Australii, Patagonii i na Półwyspie Antarktycznym. Niektóre współczesne australijskie rodzaje datowane są na ponad 60 milionów lat (np. banksja), podczas gdy rodzaje południowoafrykańskie różnicowały się stosunkowo niedawno. W kontekście współczesnego zasięgu zaskakujące było to, że liczne skamieniałości roślin przypisywane do tej rodziny znajdowane były także na półkuli północnej, później znaleziska te zweryfikowane zostały jako reprezentujące rodzaj komptonia Comptonia z woskownicowatych.
Pozycja rodziny według APweb (aktualizowany system APG IV z 2016)
Srebrnikowate tworzą grupę siostrzaną dla platanowatych, wraz z którymi wchodzą w skład rzędu srebrnikowców, stanowiącego jedną ze starszych linii rozwojowych dwuliściennych właściwych. 
|  | \| \| srebrnikowate Proteaceae \| \| \| \| \| \| platanowate Platanaceae \| \| \| \| |
|  |                                                                                      |
|  | srebrnikowate Proteaceae                                                             |
|  |                                                                                      |
|  | platanowate Platanaceae                                                              |
|  |                                                                                      |

|  | srebrnikowate Proteaceae |
|  |                          |
|  | platanowate Platanaceae  |
|  |                          |

|  | \| \| srebrnikowate Proteaceae \| \| \| \| \| \| platanowate Platanaceae \| \| \| \| |
|  |                                                                                      |
|  | srebrnikowate Proteaceae                                                             |
|  |                                                                                      |
|  | platanowate Platanaceae                                                              |
|  |                                                                                      |

|  | srebrnikowate Proteaceae |
|  |                          |
|  | platanowate Platanaceae  |
|  |                          |

|  | \| \| srebrnikowate Proteaceae \| \| \| \| \| \| platanowate Platanaceae \| \| \| \| |
|  |                                                                                      |
|  | srebrnikowate Proteaceae                                                             |
|  |                                                                                      |
|  | platanowate Platanaceae                                                              |
|  |                                                                                      |

|  | srebrnikowate Proteaceae |
|  |                          |
|  | platanowate Platanaceae  |
|  |                          |

|  | \| \| srebrnikowate Proteaceae \| \| \| \| \| \| platanowate Platanaceae \| \| \| \| |
|  |                                                                                      |
|  | srebrnikowate Proteaceae                                                             |
|  |                                                                                      |
|  | platanowate Platanaceae                                                              |
|  |                                                                                      |

|  | srebrnikowate Proteaceae |
|  |                          |
|  | platanowate Platanaceae  |
|  |                          |

Podział na podrodziny i rodzaje
|  | Grevilleoideae                                                     |
|  |                                                                    |
|  | \| \| Symphionematoideae \| \| \| \| \| \| Proteoideae \| \| \| \| |
|  |                                                                    |
|  | Symphionematoideae                                                 |
|  |                                                                    |
|  | Proteoideae                                                        |
|  |                                                                    |

|  | Symphionematoideae |
|  |                    |
|  | Proteoideae        |
|  |                    |

|  | Grevilleoideae                                                     |
|  |                                                                    |
|  | \| \| Symphionematoideae \| \| \| \| \| \| Proteoideae \| \| \| \| |
|  |                                                                    |
|  | Symphionematoideae                                                 |
|  |                                                                    |
|  | Proteoideae                                                        |
|  |                                                                    |

|  | Symphionematoideae |
|  |                    |
|  | Proteoideae        |
|  |                    |

|  | Grevilleoideae                                                     |
|  |                                                                    |
|  | \| \| Symphionematoideae \| \| \| \| \| \| Proteoideae \| \| \| \| |
|  |                                                                    |
|  | Symphionematoideae                                                 |
|  |                                                                    |
|  | Proteoideae                                                        |
|  |                                                                    |

|  | Symphionematoideae |
|  |                    |
|  | Proteoideae        |
|  |                    |

|  | Grevilleoideae                                                     |
|  |                                                                    |
|  | \| \| Symphionematoideae \| \| \| \| \| \| Proteoideae \| \| \| \| |
|  |                                                                    |
|  | Symphionematoideae                                                 |
|  |                                                                    |
|  | Proteoideae                                                        |
|  |                                                                    |

|  | Symphionematoideae |
|  |                    |
|  | Proteoideae        |
|  |                    |

- Podrodzina Bellendenoideae P.H. Weston
  - Bellendena R. Br.

- Podrodzina Persoonioideae L.A.S. Johnson & B.G. Briggs
  - plemię Placospermeae C.T. White & W.D. Francis
    - Placospermum C.T. White & W.D. Francis

  - plemię Persoonieae Rchb.
    - Acidonia L.A.S. Johnson & B.G. Briggs
    - Garnieria Brongn. & Gris
    - Persoonia Sm.
    - Toronia L.A.S. Johnson & B.G. Briggs

- Podrodzina Symphionematoideae P.H. Weston & N.P. Barker
  - Agastachys R. Br.
  - Symphionema R. Br.

- Podrodzina Proteoideae Eaton
  - Incertae sedis:
    - Beauprea Brongn. & Gris
    - Beaupreopsis Virot
    - Cenarrhenes Labill.
    - Dilobeia Thouars
    - Eidothea A.W. Douglas & B. Hyland
    - Franklandia R. Br.

  - plemię Conospermeae Endl.
    - podplemię Stirlingiinae L.A.S. Johnson & B.G. Briggs
      - Stirlingia Endl.

    - podplemię Conosperminae L.A.S. Johnson & B.G. Briggs
      - Conospermum Sm.
      - Synaphea R. Br.

  - plemię Petrophileae P.H. Weston & N.P. Barker
    - Aulax Bergius
    - Petrophile R. Br. ex Knight

  - plemię Proteeae Dumort.
    - Faurea Harv.
    - Protea L. – srebrnik

  - plemię Leucadendreae P.H. Weston & N.P. Barker
    - podplemię Isopogoninae P.H. Weston & N.P. Barker
      - Isopogon R. Br. ex Knight

    - podplemię Adenanthinae L.A.S. Johnson & B.G. Briggs
      - Adenanthos Labill.

    - podplemię Leucadendrinae P.H. Weston & N.P. Barker
      - Diastella Salisb. ex Knight
      - Leucadendron R. Br.
      - Leucospermum R. Br.
      - Mimetes Salisb.
      - Orothamnus Pappe ex Hook.
      - Paranomus Salisb.
      - Serruria Salisb.
      - Sorocephalus R. Br.
      - Spatalla Salisb.
      - Vexatorella Rourke

- Podrodzina Grevilleoideae Engl.
  - Incertae sedis:
    - Carnarvonia F. Muell.
    - Sphalmium B.G. Briggs, B. Hyland & L.A.S. Johnson

  - plemię Roupaleae Meisn.
    - Incertae sedis:
      - Eucarpha (R. Br.) Spach
      - Knightia R. Br.
      - Megahertzia A.S. George & B. Hyland
      - Triunia L.A.S. Johnson & B.G. Briggs

    - podplemię Roupalinae L.A.S. Johnson & B.G. Briggs
      - Neorites L.S. Sm.
      - Orites R. Br.
      - Roupala Aubl.

    - podplemię Lambertiinae (C. Venkata Rao) L.A.S. Johnson & B.G. Briggs
      - Lambertia Sm.
      - Xylomelum Sm.

    - podplemię Heliciinae L.A.S. Johnson & B.G. Briggs
      - Helicia Lour.
      - Hollandaea F. Muell.

    - podplemię Floydiinae L.A.S. Johnson & B.G. Briggs
      - Darlingia F. Muell.
      - Floydia L.A.S. Johnson & B.G. Briggs

  - plemię Banksieae Rchb.
    - podplemię Musgraveinae L.A.S. Johnson & B.G. Briggs, 1975
      - Austromuellera C.T. White
      - Musgravea F. Muell.

    - podplemię Banksiinae L.A.S. Johnson & B.G. Briggs
      - Banksia L.f. – banksja
      - Dryandra R. Br.

  - plemię Embothrieae Rchb.
    - podplemię Lomatiinae L.A.S. Johnson & B.G. Briggs
      - Lomatia R. Br.

    - podplemię Embothriinae Endl.
      - Alloxylon P.H. Weston & Crisp
      - Embothrium J.R. Forst. & G. Forst.
      - Oreocallis R. Br.
      - Telopea R. Br.

    - podplemię Stenocarpinae L.A.S. Johnson & B.G. Briggs
      - Stenocarpus R. Br.
      - Strangea Meisn.

    - podplemię Hakeinae Endl.
      - Buckinghamia F. Muell.
      - Finschia Warb.
      - Grevillea R. Br. ex Knight
      - Hakea Schrad. & J.C. Wendl.
      - Opisthiolepis L.S. Sm.

  - plemię Macadamieae C. Venkata Rao
    - podplemię Macadamiinae L.A.S. Johnson & B.G. Briggs
      - Brabejum L.
      - Macadamia F. Muell. – makadamia
      - Panopsis Salisb. ex Knight

    - podplemię Malagasiinae P.H. Weston & N.P. Barker
      - Catalepidia P.H. Weston
      - Malagasia L.A.S. Johnson & B.G. Briggs

    - podplemię Virotiinae P.H. Weston & N.P. Barker
      - Athertonia L.A.S. Johnson & B.G. Briggs
      - Heliciopsis Sleumer
      - Virotia L.A.S. Johnson & B.G. Briggs

    - podplemię Gevuininae L.A.S. Johnson & B.G. Briggs
      - Bleasdalea F. Muell.
      - Cardwellia F. Muell.
      - Euplassa Salisb. in Knight
      - Gevuina Molina
      - Hicksbeachia F. Muell.
      - Kermadecia Brongn. & Gris
      - Sleumerodendron Virot
      - Turrillia A.C. Sm.